# 立川恵
立川 恵（たちかわ めぐみ、2月22日 - ）は、日本の漫画家。東京都出身。血液型はB型。

## 概要
講談社の主催する『なかよしまんがスクール』の出身作家。第95回頃より参加。高校卒業および就職によって一時投稿を中断するも、1989年頃より投稿を再開し、選外A〜Bクラスおよび「もう一歩賞」の常連となる。1991年『まんがスクール』における255回目の選出において『台風の行方』（機関紙『るん』78号に掲載）でシルバー賞を受賞し、第36回研修生に昇格。さらに同年『人魚姫未満』（機関紙『るん』80号に掲載）にて257回ゴールド賞を受賞した。
その後『まんがスクール』担当者の勧めで1992年『16歳のティアラ』を第13回なかよし新人まんが賞に上梓して入選を受賞。同作品が『なかよしデラックス』1992年2号に掲載され、デビュー作となる。以来、講談社『なかよし』の主力作家として活躍。
代表作に『怪盗セイント・テール』『夢幻伝説 タカマガハラ』『電脳少女☆Mink』など。
2003年より同人誌の発行活動・ゲーム作成などにも着手している。
スポーツ観戦を趣味とし、特にプロ野球観戦を好む。生粋の東京人であるためか、好きな球団は東京ヤクルトスワローズ。
あだち充のファンだが、好きな作品はあだちの代表作である『タッチ』ではなく『虹色とうがらし』であるとしており、あだちに対しては「スポーツ漫画家」ではなく「コメディ・人情漫画家」として見ているようである。
また『3年B組金八先生』のファンと言われるが、正確には『桜中学シリーズ』のファンでもある。

## 作品リスト
- 16歳のティアラ
- 春を呼ぶオルゴール
- ひ〜ふ〜み〜
- あさがおのポートレート
- くじらが飛んだ日
- 熱烈台風娘（ホットタイフーン）
- 夢食案内人
- ナースコール・ラブコール
- 真夏にジャストミート
- 怪盗セイント・テール
- 夢幻伝説 〜Dream Saga〜 タカマガハラ - w:de:Dream Saga（独語版記事）
- やまねこ座は一等星
- 電脳少女☆Mink
- コンプレックス・クリスマス
- 銀の森の伝説
- Delivery Boy 〜伝説のハウスキーパー〜 (同人誌作品)
- 一緒に…（フォーサイド提供サイトのケータイコミック作品）

## 参加メディア
- FIREFIGHTER F.D. 18（コナミ社製PS2用ゲームソフト・脚本担当）
- Mulberry Field（オンラインゲーム・キャラクターデザイン及びイラスト、脚本担当）